# 流星 (中島美嘉單曲)
《流星》，日本女歌手中島美嘉的第30張單曲。2009年11月4日發行。

## 概述
- 標題曲為自「STARS」、「WILL」、「看不見的星星」、「ORION」後，再次以星為主題的歌曲。
- 音樂錄像帶為日本人氣模特兒杏出演。
- B面歌「Memory（feat.DAISHI DANCE）」，其後收錄於DAISHI DANCE的專輯「Spectacle.」中。

## 收錄歌曲
1. 流星
  - 作詞：田中勇介・Kubokenji／作曲・編曲：田中勇介
2. Memory（feat.DAISHI DANCE）
  - 作詞：Lori Fine（COLDFEET）／作曲・編曲：DAISHI DANCE、Tomoharu Moriya
3. 流星（Instrumental）
4. Memory（feat.DAISHI DANCE）（Instrumental）

## 資料來源
- Sony Music Online Japan : 中島美嘉 : 流れ星 （页面存档备份，存于）